# Tablica Snellena

Tradycyjna tablica Snellena. Jest to tylko ilustracja właściwej tablicy, nieodpowiednia do sprawdzenia wzroku.

Tablica Snellena – tablica służąca do oceny visus (ostrości wzroku).
Tablice Snellena wzięły swoją nazwę od holenderskiego okulisty Hermanna Snellena, który opracował tablice w 1862 roku. Tradycyjna tablica Snellena posiada jedenaście linii, w których znajdują się litery o malejącej wielkości w kierunku od góry do dołu. Pacjent zakrywa jedno oko i czyta kolejno litery w rzędach zaczynając od najwyższego. Najmniejszy rząd, jaki pacjent może przeczytać wskazuje na ostrość jego wzroku w danym oku.

## Ostrość wzroku i moc soczewek
| ostrość wzroku | moc soczewki |
| 20/20          | 0,00         |
| 20/35          | -0,88        |
| 20/40          | -1,05        |
| 20/50          | -1,32        |
| 20/60          | -1,58        |
| 20/98          | -1,98        |
| 20/100         | -2,37        |
| 20/200         | -3,55        |
| 20/300         | -4,44        |
| 20/400         | -5,33        |
| 20/600         | -6,67        |
| 20/800         | -8,00        |
| 20/1200        | -10,00       |
| 20/1600        | -12,00       |
| 20/2400        | -15,00       |
| 20/3200        | -18,00       |
| 20/4800        | -22,50       |
| 20/6400        | -27,00       |
| 20/9600        | -33,75       |

## Podział ostrości wzroku
| Podział ostrości wzroku     | ostrość wzroku według Tablicy Snellena |
| wzrok normalny              | 5/5 lub 5/1,0                          |
| wzrok prawie normalny       | 5/0,9 – 5/0,4                          |
| słabowzroczność lekka       | 5/0,3 – 5/0,1                          |
| słabowzroczność umiarkowana | 5/0,09 – 5/0,06                        |
| słabowzroczność głęboka     | 5/0,05- 5/0,02                         |
| ślepota całkowita           | 5/0,01 – 5/0,00                        |